# Паштет
Паште́т (нем. Pastete — «паштет, пирожок», «оболочка из теста преимущественно цилиндрической формы для пикантного рагу, блюдо из рубленого мяса, дичи или рыбы, запечённое в оболочке из теста или сервированное в террине») — изысканное закусочное блюдо в форме вязкой однородной тестообразной массы из отваренного или жареного и затем протёртого мяса, рыбы, дичи и субпродуктов. К паштетам относится форшмак. Похожее блюдо в европейской кухне — террин, нечто среднее между паштетом и холодцом. Наиболее известным паштетным блюдом в СССР был деликатесный и диетический печёночный паштет из говяжьей печени, было налажено промышленное производство разнообразных консервированных паштетов, мясных (из дичи, печени с другими субпродуктами, ливерный) и рыбных (из лососевых, из обжаренной рыбы, из печени тресковых, паштет шпротный).
Холодные паштеты обычно готовят из телятины, домашней птицы и субпродуктов, к нежирному мясу в паштетную массу обязательно добавляют свинину и шпиг. Для улучшения вкуса блюда мясо на паштет также отваривают с овощами и специями. Отваренные продукты измельчают в мясорубке, в полученную массу также добавляют замоченный в соке или бульоне чёрствый пшеничный хлеб. Готовую массу выкладывают в смазанную жиром форму для запекания. Охлаждённые паштеты подают с салатом и соусом нарезанными ломтиками для намазывания на хлеб или гренки в качестве бутербродной пасты. В праздничной подаче холодный паштет заливают тонким слоем ланспика.
Паштет в качестве горячей закуски представляет собой запечённый в духовом шкафу пирог с паштетной начинкой, для этого форму для запекания сначала выкладывают слоёным или полуслоёным тестом, и такое определение паштета содержится в русских источниках XIX века. Для начинки горячих паштетов часто используется фарш из отварной рыбы. Порционные пирожки-паштеты в тесте в некоторых изданиях именуются «паштетиками». Разновидность паштета в тесте — известный в русской литературе XIX века страсбургский пирог. Гастрономическая культура приготовления паштетов в тесте особенно развита во французской кухне, во Франции проводятся соответствующие чемпионаты мира.